# Ruellia violacea
Espèce
Synonymes
- Arrhostoxylum rubrum (Aubl.) Nees[1]

Ruellia violacea est une espèce de plantes à fleurs de la famille des Acanthaceae. C'est une plante herbacée endémique de Guyane.

## Statut
Ruellia violacea est une espèce déterminante ZNIEFF en Guyane.
Cette espèce est très mal-connue et mal-caractérisée, notamment dans sa distinction vis-à-vis de Ruellia rubra Aubl. 1775.

## Description
Ruellia violacea est une plante herbacée haute de 30 à 50 cm, à tige verte, quadrangulaire, aux angles arrondis, glabre ou finement pubère aux nœuds.
La feuille porte un pétiole long de 2-4 mm, pubérulent, étroitement ailé, un limbe oblong à ovale, plutôt fin, mesurant 4,5-7 x 2,5-3 cm, atténué et acuminé à l'apex, atténué et obtus à la base.
La face supérieure est vert foncé glabre, marge légèrement ondulée.
La nervure médiane et les 4 à 6 paires de nervures secondaires sont bien visibles sur les deux surfaces.
On observe de nombreux cystolithes, particulièrement sur la face supérieure (bien visibles à la loupe).
L'inflorescence est axillaire alterne.
Les fleurs sont solitaires ou rarement groupées par deux.
Le pédoncule est long de 2-5 cm, glabre ou légèrement pubérulent, subquadrangulaire, avec des bractées basales linéaires, glabres à légèrement pubérulentes, mesurant 14 × 2,5 mm.
Les pédicelles sont légèrement pubérulents et longs d'1 mm.
Les bractéoles sont linéaires, glabres et mesurent 5-6 x l0,25 mm.
Les lobes du calice sont étroitement linéaires à subulés, glabres ou légèrement pubérulents (surtout vers la marge), densément couverts de cystolithes (bien visibles à la loupe), et mesurent 4 × 0,75 mm.
La corolle est violette, longue de 32 mm, avec le tube dressé, long de 12 mm pour 1 mm de large à sa base.
La gorge est de forme obconique, mesurant 1,3 × 6 mm, avec le limbe subérigé, et des lobes de forme obovale, glabres, rétus à l'apex, mesurant 6 × 6 mm.
Les étamines sont incluses. 
Le fruit est inconnu.

## Répartition
Ruellia violacea est présente sur le littoral de la Guyane.

## Écologie
Ruellia violacea est une espèce rare, que l'on rencontre sur le littoral maritime, et qui fleurit de juin à octobre.

## Protologue

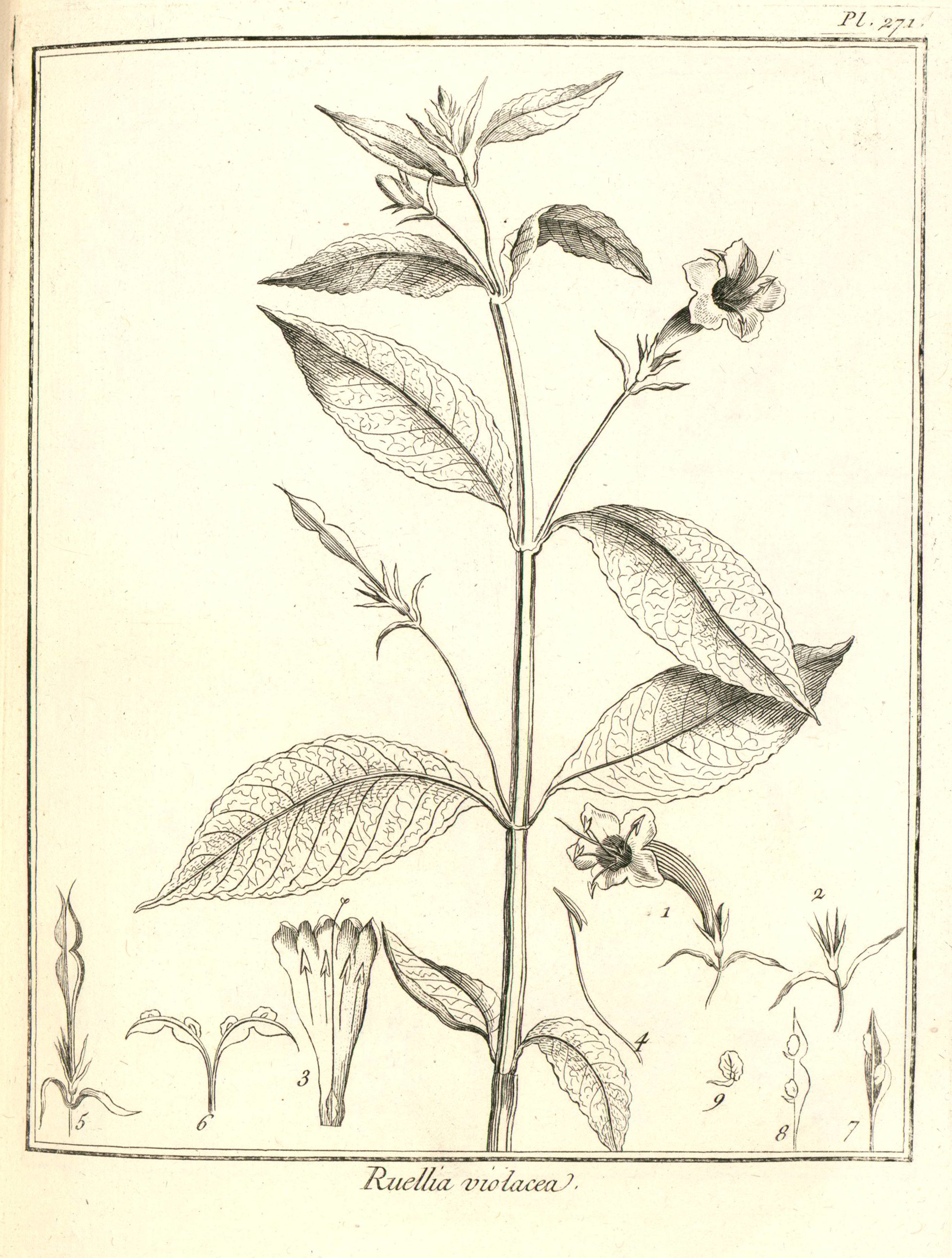
Ruellia violacea : Planche 271 accompagnant sa description par Aublet (1775)
1. Corolle épanouie. - 2. Calice garni de deux feuillets. - 3. Corolle ouverte. Piſtil étamines. - 4. Étamine ſéparée. - 5. Calice. Capſule. - 6. Capſule ouverte avec élaſticité. - 7. Valve avec ſa cloiſon. Deux ſemences. - 8. Portion d'une valve. - 9. Semence.

En 1775, le botaniste Aublet propose le protologue suivant : 

« RUELLIA (violacea) floribus ſolitariis, alternatim axillatibus, longo pedunculo inſidentibus ; foliis tomentoſis, ovato-oblongis, acutis. (Tabula 271.)
Planta radice fibrosâ, radiculis tuberoſis ; caules recti, pedales ramoſi, villoſi, tetragoni. Folia oppoſita, ovata, acuta, tomentoſa, léviter ſinuata, brevi petiolata. Flores alternatim axillares, ſolitarii, rare bini, longo pedunculo ſufFulti. Calix ad baſim duabus bradteis linearibus longis, acutis, munitur. Corolla monopetala, tubulofa, incurva, caerulea, faux ventricofa, ore patulo i limbus quinquefidus, lobis ina^qualibus, ſubrotundis, duobus ſuperioribus majoribus, erectis, tribus inferioribus reflexis. Stamina quatuor, duolongiora, duo brevi ora, rubo inferta. Antherje cuſpidata?, bafi bifida?. Piſtillum, germen oblongum, compreſſum. Stylus longiſſimus. Stigma bilobum. Pericarpium ; capſula pedicella, ovato-oblonga, compreſſa,' acuta, utrinque in medio ſinuata, bilocularis, bivalvis, valvulis ab apice ad baſim longitudinaliter per medium élaſticè dehiſcentibus diifepimento valvulis contrario. Semina quatuor, lenticularia.
Florebat, ftuctmque ferebat Octobri.
Habitat in pratis infra montem Courou.

LA RUELLE violette. (Planche 271.)
Cette plante a une racine ligneuſe, tortueuſe, de laquelle naiſſent des tubercules longs, gros & branchus, qui s'enfoncent à quatre ou cinq pouces dans la terre ; du ſommet de cette racine s'élèvent pluſieurs tiges hautes d'un pied, plus ou moins, légèrement velues & à quatre angles.
Les feuilles ſont deux à deux, oppoſées, diſpoſées en croix. Elles ſont velues, ovales, terminées en pointe, & partagées dans leur longueur par une nervure ſaillante. Elles ſont repréſentées de grandeur naturelle.
Les fleurs naiſſent alternativement de l'aiſſelle d'une feuille, ſur de longs pédoncules preſque toujours ſolitaires. Leur calice eſt garni à ſa baſe de deux longs feuillets grêles & pointus. Il eſt d'une ſeule pièce, diviſé profondément en cinq lanières longues, étroites & aiguës.
La corolle eſt d'une ſeule pièce irrégulière ; c'eſt un tube long, courbe dans ſon milieu, & partage à ſon extrémité ſupérieure, qui eſt évaſée en cinq lobes arrondis. Elle eſt de couleur violette.
Les étamines ſont au nombre de quatre, dont deux ſont plus courtes, attachées a la paroi mitoyenne & intérieure du tube. Leurs filets ſont grêles. Les anthères ſont à deux bourſes écartées, au deſſous de l'endroit ou s'attache le filet.
Le piſtil eſt un ovaire oblong, comprimé, ſurmonté d'un style; terminé par un stigmate à deux petites lames.
L'ovaire devient une capsule ſèche, applatie, échancrée dans ſon milieu. Elle eſt à deux loges & s'ouvre dans toute ſa longueur en deux valves. Elle contient quatre semences rondes, applaties.
J'ai trouvé cette plante dans les ſavanes qui ſont au bas de la montagne de Courou.
Elle étoit en fleur & en fruit dans le mois d'Octobre. »

— Fusée-Aublet, 1775.